# 苏祗婆
苏祗婆，南北朝时期龟兹（今新疆库车县）音乐家。
他的父亲在西域有知晓音律的名声，世代传习，调有七种。他受父亲教诲，善弹琵琶，精晓龟兹乐。周武帝时，跟随突厥汗国阿史那皇后进入北周，传述龟兹乐律“五旦七声”之论。五旦相当于黄钟、太簇、林钟、南吕、姑洗五均。每均有七声。以每一声为主，可构成一种调式，所以五且七声一共有三十五调。其乐理后来演变为燕乐二十八调。